# Mark Clyde
Mark Clyde (Limavady, Irlanda del Norte, 27 de diciembre de 1982) Es un entrenador y exfutbolista nor-irlandés y actualmente está sin club. 

## Selección nacional
Ha sido internacional con la Selección nacional de fútbol de Irlanda del Norte, ha jugado 3 partidos internacionales.

## Trayectoria en clubes
Mark, producto de las inferiores del Wolverhampton, en el cual luchaba por un  puesto en el primer equipo. Por la temporada 2002-2003 sería cedido al Kidderminster Harriers, equipo de la League Two en ese entonces. Regresó a los Wolves y rápidamente encontró un lugar en el primer equipo. Jugó 17 partidos en el mismo campeonato en el que el club logró el ascenso a Premier League a través de los play-offs. Sin embargo, el propio Clyde se perdió el final de la campaña debido a una lesión de rodilla, de la que luego fue operado.
Se recuperó lo suficiente como para participar en la temporada 2003-04 de la Premier League, jugando nueve partidos en la máxima jerarquía del fútbol británico, lo que le valió para una renovación de contrato por 4 años.  
La temporada siguiente después de participar en los primeros 13 partidos del club en el Championship, sufrió otro golpe por lesión cuando se torció el tobillo mientras entrenaba con la selección de Irlanda del Norte. Se recuperó, pero su temporada se detuvo definitivamente cuando sus problemas de rodilla volvieron a aparecer en febrero de 2005. 